# Los Bronces -1
El sitio arqueológico y museo de sitio Los Bronces- 1 se encuentra ubicado a 25º, 27'12.37” Sur y 70ª, 31', 07.95” Oeste, en la desembocadura del área arqueológica de Los Bronces, en el desierto de Atacama a 9,9 kilómetros al sur de la ciudad de Taltal, en la región de Antofagasta, Chile. Está a 200 m de la línea de Alta Marea del Océano Pacífico, en la base de un anfiteatro formado por los cerros de la Cordillera de la Costa y flanqueado hacia el norte y sur por dos cordones montañosos de aproximadamente 40 metros de altura, anfiteatro conocido históricamente por los lugareños como Plaza de los Indios.
El sitio  Los Bronces-1 tiene las siguientes fechas radiocarbónicas, del orden de 5.350 años fecha de comienzo de la ocupación cuando los primeros pobladores: cazadores recolectores, se habrían asentado en la ladera norte del sitio sobre el cauce natural de la quebrada frente al mar, donde establecieron sus campamentos estacionarios, conformado por unidades habitacionales simples que corresponden a posibles recintos habitacionales o de descanso de plantas circulares construidas sobre el piso estéril. No presentan piso de argamasa o piso sello. En la construcción de las paredes se utilizan piedras elegidas al azar y no se encuentran unidas con argamasa. El registro arqueológico presenta un mínimo porcentaje de material malacológico y restos de peces, lo que permite suponer que no faenaron ni consumieron una gran cantidad de alimentos al interior de las estructuras. 
Del orden de 4.810 y 4.710 años, fechan el comienzo de la ocupación, periodo de mayor actividad económica y poblamiento del sitio. Se construyen las unidades habitacionales semisubterráneas en la meseta superior en una pequeña depresión como protección al viento y a 200 m de la línea de alta marea. Las estructuras corresponderían a recintos habitacionales de plantas ovoides. Todas presentan un formidable piso sello de argamasa de ceniza de huiros, utilizada también como mortero para la unión de piedras verticales y horizontales. 
Las estructuras siguen un patrón preestablecido y prediseñado en función del espacio, donde los muros medianeros convergen a manera de radios a un punto central. Los muros presentan piedras de amarre que evitan su desplazamiento, piedras verticales, cadena superior de piedras horizontales dando altura al recinto y, como terminación, piedras rectangulares limitando la entrada a modo de marco de puerta, todas orientadas al este, hacia la quebrada, donde existían recursos de agua y vegetales de importancia.  Las estructuras presentan en la parte interna de la entrada un pequeño montículo o lomo de Toro que podría cumplir la función de contención del agua de lluvia.
- Datos: Q5979399